# Stèle de Metternich

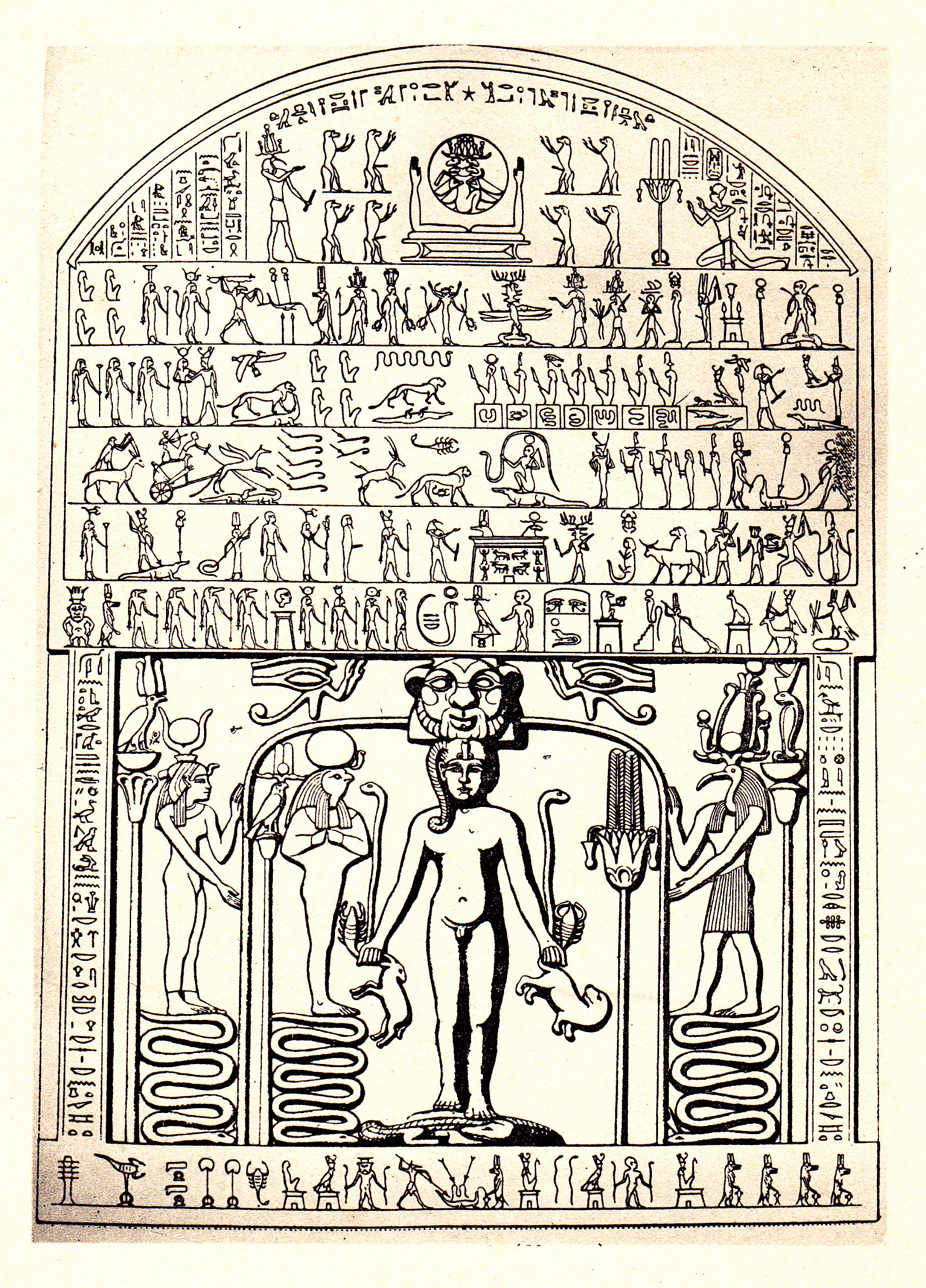
Stèle de Metternich

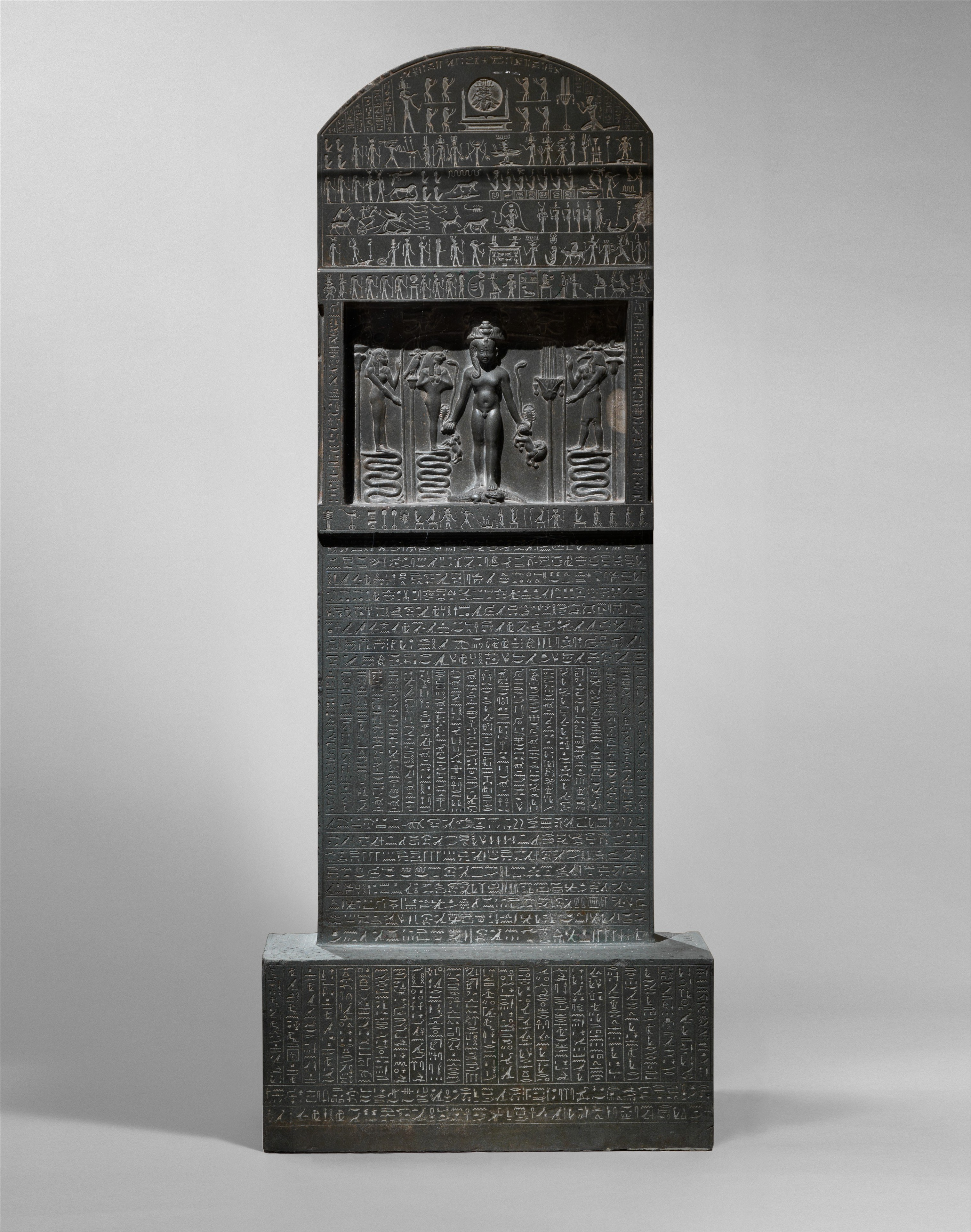
La stèle de Metternich

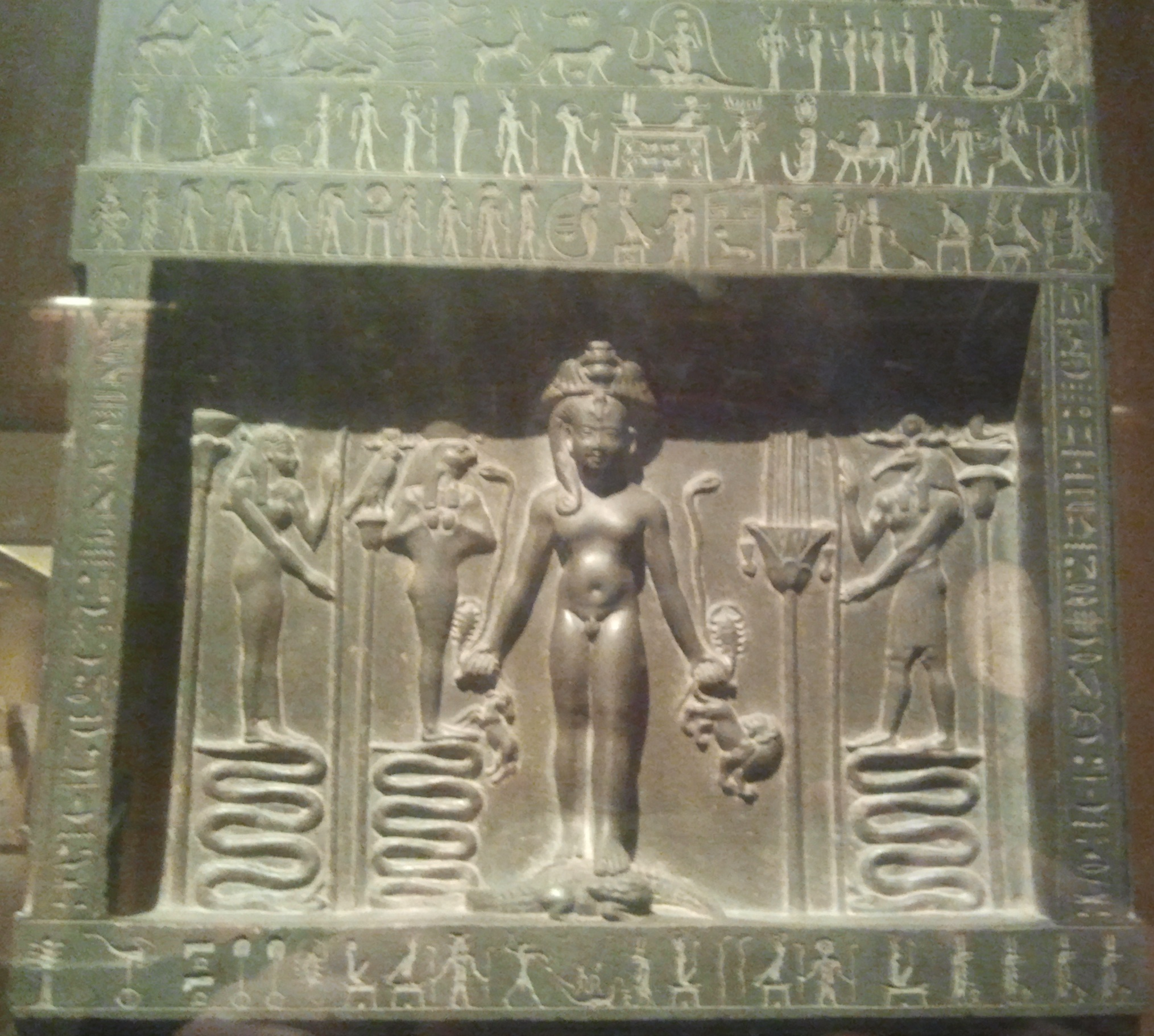
Panneau central de la stèle de Metternich

La stèle de Metternich est une stèle magico-médicale de type Horus aux crocodiles, qui fait partie de la collection égyptienne du Metropolitan Museum of Art de New York. Elle date de la XXXe dynastie vers 380-342 av. J.-C., sous le règne de Nectanébo II. La provenance exacte de la stèle est inconnue.

## Histoire
La stèle appartient à un groupe de stèles connu sous le nom de « Horus cippus » ou « Horus aux crocodiles ». Ces types de stèles étaient utilisés pour protéger les anciens Égyptiens des animaux dangereux tels que les crocodiles et les serpents. La stèle est l'une des plus grandes et des plus complètes de ce genre.
Il est théorisé que sous le règne de Nectanébo II, un prêtre nommé Esatoum s'est rendu au lieu de sépulture des taureaux Mnévis à Héliopolis. Il y remarqua certaines inscriptions qu'il jugea intéressantes et ordonna de les recopier sur un gros bloc de pierre. La stèle y est restée pendant de nombreuses années jusqu'à ce qu'Alexandre le Grand conquière le pays sur les Perses et qu'elle soit amenée à Alexandrie.
Pendant plus de deux mille ans, la stèle a disparu jusqu'à ce qu'elle soit découverte dans un mur d'un monastère franciscain qui a été fouillé. La stèle a ensuite été offerte à l'homme d'État autrichien, le prince Metternich en 1828 par Méhémet Ali, le souverain de l'Égypte, et Metternich l'entrepose alors dans son château de Kynžvart (en Bohême) où la stèle est restée jusqu'en 1950, puis achetée par le Metropolitan Museum of Art (où elle fut connue pendant de nombreuses années sous le nom de stèle de Metternich).

## Description
La stèle est un grand bloc en forme de piédestal relié à un bloc plus mince avec un sommet incurvé. Les dimensions sont une hauteur de 90 cm et une largeur de 33 centimètres. La pièce a été fabriquée à partir d'un énorme bloc de pierre dure, gris-vert, à grain fin, faite de grauwacke. La stèle est bien conservée avec seulement quelques petits éclats visibles. Il semble avoir été créé avec une précision et un soin minutieux, ce qui en fait une pièce des plus intrigantes et précieuses au Metropolitan Museum of Art.
La partie supérieure de la stèle représente un disque solaire identifié à Rê, le dieu solaire de l'ancienne religion égyptienne. De chaque côté de Rê se trouvent quatre Babouins. À l'extrême gauche des babouins se trouve le dieu messager Thot. À l'extrême droite des babouins se trouve le pharaon régnant, Nectanébo II, s'inclinant vers Rê.
La partie principale du relief est séparée de la partie supérieure par cinq lignes de hiéroglyphes. Le centre de la stèle représente Horus l'Enfant debout sur des crocodiles. Au-dessus de sa tête se trouve le visage du dieu Bès, qui est le gardien des nouveau-nés et de l'accouchement. Horus tient dans chaque main un serpent et un scorpion, ainsi qu'un lion et un oryx.
À l'extrême gauche d'Horus se trouve le dieu Rê-Horakhty, qui est la combinaison des deux dieux du ciel Horus et Rê, debout sur un serpent, et, les entourant tous deux, sont deux symboles divins. À l'extrême gauche du relief se trouve la mère d'Horus, Isis, debout sur un serpent, et à sa gauche se trouve l'étendard de la déesse vautour Nekhbet, patronne du sud. À l'extrême droite se trouve à nouveau le dieu Thot debout sur un serpent et à sa droite se trouve l'étendard de la déesse serpent Ouadjet, patronne du nord. Au-dessus des dieux se trouvent les yeux d'Horus, le Soleil et la Lune.
Le reste de la stèle est couvert de hiéroglyphes de haut en bas et aussi des deux côtés. Ces hiéroglyphes documentent les histoires des dieux et leurs expériences avec des animaux venimeux. Il existe également de nombreuses malédictions et sorts pour différents types de maladies causées par ces animaux.
Un autre point d'intérêt avec la stèle se trouve sur la partie supérieure du verso. Il y a un homme ailé qui représente le dieu solaire démoniaque Harmeti. Il se tient debout sur ses ennemis, qui sont des animaux maléfiques enfermés dans un cercle pour les empêcher de s'échapper.

## Mythologie
La fonction principale de la stèle de Metternich était la guérison magique des poisons, principalement causés par les animaux. L'eau était versée sur la stèle et recueillie. L'eau de la stèle était alors bue par la personne souffrant de l'empoisonnement. Cette personne s'identifiait à Horus l'enfant qui avait également subi de telles tragédies. Pendant tout le processus, les rites religieux de la stèle sont récités par des prêtres locaux.
Les premiers sorts sur la stèle sont liés aux reptiles et autres créatures nuisibles. Le plus important était le démon serpent Apophis qui était l'ennemi de Rê. Le sort force le serpent à se décapiter et à brûler en morceaux. La seconde moitié du sort force le serpent à vomir et pendant que le prêtre récitait ce sort, la personne infligée vomissait également libérant son corps du poison.
Le sort suivant était dirigé vers un chat. Le chat contenait un peu d'un dieu ou d'une déesse et était capable de détruire n'importe quelle sorte de poison. Le sort demande à Rê d'aider le chat en cas de besoin.
La plupart des stèles ont des inscriptions qui décrivent des histoires telles que celles ci-dessus en relation avec l'empoisonnement et les sorts à guérir. La plus célèbre est l'histoire d'Isis et des sept scorpions. L'histoire occupe la majorité de la stèle et est la plus référencée en ce qui concerne les affections liées aux poisons. Elle raconte l'histoire de la déesse Isis, qui guérit un jeune homme du poison de Tefen (l'un des sept scorpions : Tefen, Befen, Mestet, Mestefet, Petet, Tefet et Matet).
La formule magique ajoutée à une préparation de blé, farine et sel ramène le jeune homme à la vie.

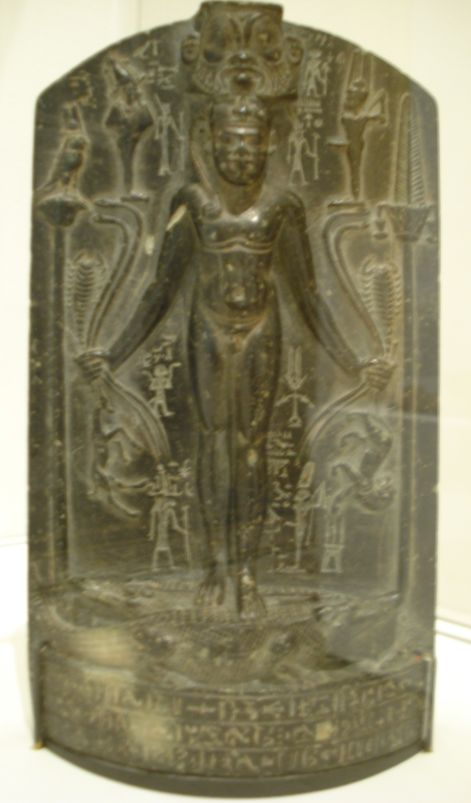
Stèle Horus cippus
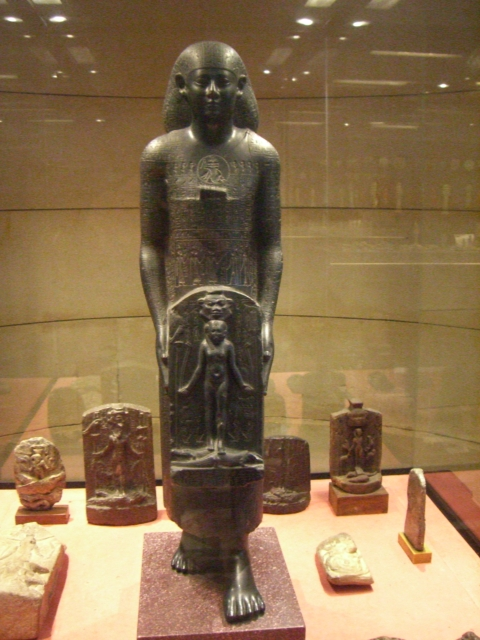
Statue d'individu tenant une statue de guérison d'Horus cippus